# Искендерунский металлургический комбинат
Искендерунский металлургический комбинат (тур. İsdemir, сокращение от İskenderun Demir ve Çelik A.Ş. — «Искендерунская железорудная компания») — турецкий металлургический завод, расположенный в городе Искендерун на Средиземноморском побережье Турции. Является подразделением компании Erdemir, которая управляет заводом Эрегли на Черноморском побережье Турции.

## Деятельность
Завод был построен с помощью СССР. Для детей специалистов из СССР работала школа при посольстве СССР в Турции. Искендерунский металлургический комбинат начал работать в 1979 году. С февраля 2002 года завод является подразделением компании Эрдемир. В 2008 году на предприятии произошла модернизация, в результате которой стало возможно прокатывать стальные листы больших площадей.
Территория завода составляет 6,8 млн. м². На заводе работает 6000 человек. Завод расположен в районе Пайя Искендеруна.
Завод выпускает передельный чугун, сталь (более 4 миллионов тонн стали), различные виды проката и метизы.

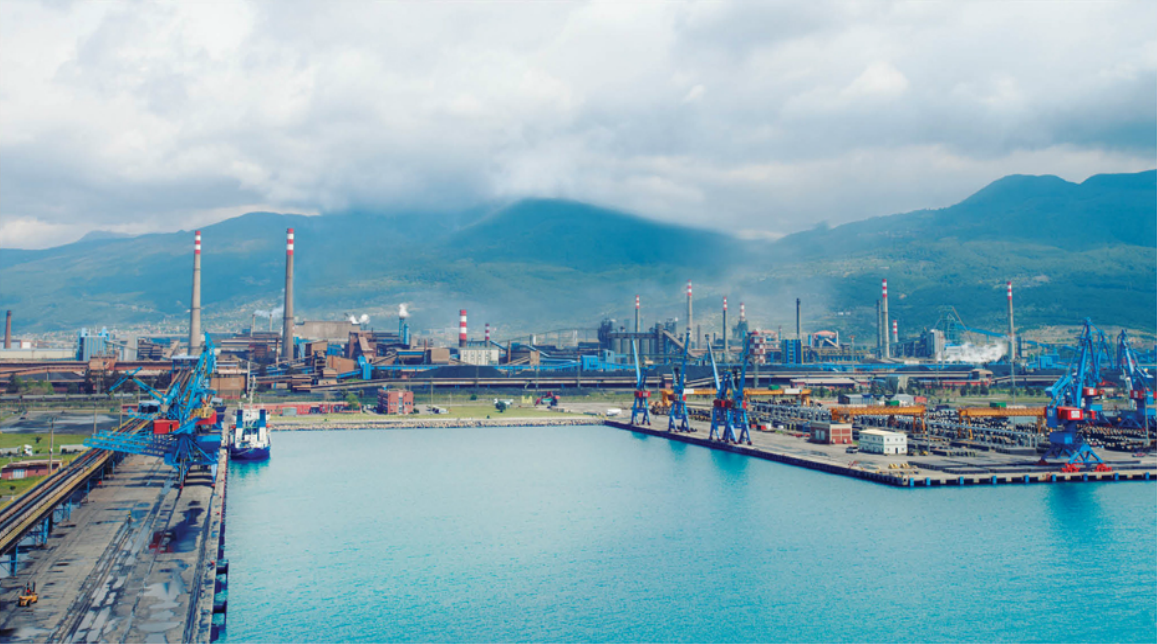
Вид со стороны порта